# Puchar Europy Mistrzów Klubowych w piłce siatkowej (1985/1986)
Puchar Europy Mistrzów Krajowych 1985/1986 - 27. sezon Pucharu Europy Mistrzów Krajowych rozgrywanego od 1959 roku, organizowanego przez Europejską Konfederację Piłki Siatkowej (CEV) w ramach europejskich pucharów dla męskich klubowych zespołów siatkarskich "starego kontynentu".

## System rozgrywek
- W fazie kwalifikacyjnej i w dwóch rundach fazy głównej drużyny rozgrywały ze sobą dwumecz, z którego lepsza awansowała dalej. O awansie decydowały kolejno: liczba wygranych meczów, liczba wygranych setów, liczba zdobytych małych punktów.
- Do turnieju finałowego awansowały 4 zespoły. Rozegrały one pomiędzy sobą po jednym spotkaniu. Zwycięzca otrzymywał 2 punkty, natomiast przegrany - 1 punkt. Zwycięzcą został klub, który po rozegraniu wszystkich meczów turnieju finałowego zdobył najwięcej punktów.

## Drużyny uczestniczące
| Państwo        | Drużyna                     |
| -------------- | --------------------------- |
| Anglia         | Polonia Londyn              |
| Albania        | Dinamo Tirana               |
| Austria        | Tyrolia Wiedeń              |
| Belgia         | Ibis Kortrijk               |
| Bułgaria       | Lewski Spartak Sofia        |
| Cypr           | APOEL Nikozja               |
| Czechosłowacja | Ruda Hvezda Praga           |
| Dania          | Gladsaxe                    |
| Finlandia      | VC Hesa Helsinki            |
| Francja        | AS Grenoble                 |
| Grecja         | Panathinaikos Ateny         |
| Hiszpania      | Salesianos Atocha Madryt    |
| Holandia       | Brother Martinus Amstelveen |
| Izrael         | Hapoel Ha-Mapil             |
| Jugosławia     | Mladost Zagrzeb             |
| Luksemburg     | VC Mamer                    |
| Norwegia       | Brostadbotn Tromsø          |
| Polska         | Stal Szczecin               |
| Portugalia     | SC Espinho                  |
| NRD            | SC Lipsk                    |
| RFN            | Hamburger SV                |
| Rumunia        | Dinamo Bukareszt            |
| Szwajcaria     | VBC Leysin                  |
| Szwecja        | Sollentuna Sztokholm        |
| Turcja         | Eczasibasi Stambuł          |
| Węgry          | Tungsram Budapeszt          |
| Włochy         | Tartarini Bolonia           |
| Włochy         | Santal Parma                |
| ZSRR           | CSKA Moskwa                 |

## Runda wstępna
| Data | Drużyna 1                   | Wynik | Drużyna 2                   | Sety                              |
| ---- | --------------------------- | ----- | --------------------------- | --------------------------------- |
|      | CSKA Moskwa                 | 3:0   | Tyrolia Wiedeń              | 15:1, 15:2, 15:4                  |
|      | Tyrolia Wiedeń              | 0:3   | CSKA Moskwa                 | 9:15, 7:15, 4:15                  |
|      |                             |       |                             |                                   |
|      | SC Lipsk                    | 2:3   | VC Hesa Helsinki            | 15:12, 9:15, 15:11, 6:15, 9:15    |
|      | VC Hesa Helsinki            | 3:0   | SC Lipsk                    | 25:4, 15:10, 15:7                 |
|      |                             |       |                             |                                   |
|      | VBC Leysin                  | 1:3   | Tartarini Bolonia           | 6:15, 15:3, 2:15, 10:15           |
|      | Tartarini Bolonia           | 3:0   | VBC Leysin                  | 15:11, 16:14, 15:3                |
|      |                             |       |                             |                                   |
|      | Hamburger SV                | 3:0   | SC Espinho                  | 15:9, 15:8, 15:5                  |
|      | SC Espinho                  | 3:1   | Hamburger SV                | 12:15, 12:15, 16:14, 9:15         |
|      |                             |       |                             |                                   |
|      | Eczasibasi Stambuł          | 3:1   | Dinamo Bukareszt            | 8:15, 16:14, 15:13, 15:13         |
|      | Dinamo Bukareszt            | 3:1   | Eczasibasi Stambuł          | 16:14, 14:16, 15:10, 17:15        |
|      |                             |       |                             |                                   |
|      | Polonia Londyn              | 3:0   | VC Mamer                    | 15:11, 15:11, 15:8                |
|      | VC Mamer                    | 1:3   | Polonia Londyn              | 16:14, 10:15, 14:16, 6:15         |
|      |                             |       |                             |                                   |
|      | Brostadbotn Tromsø          | 0:3   | Brother Martinus Amstelveen | 3:15, 5:15, 7:15                  |
|      | Brother Martinus Amstelveen | 3:0   | Brostadbotn Tromsø          | 15:4, 15:7, 16:14                 |
|      |                             |       |                             |                                   |
|      | Sollentuna Sztokholm        | 0:3   | Stal Szczecin               | 6:15, 10:15, 9:15                 |
|      | Stal Szczecin               | 3:1   | Sollentuna Sztokholm        | 15:12, 15:4, 16:18, 15:5          |
|      |                             |       |                             |                                   |
|      | Gladsaxe                    | 0:3   | Tungsram Budapeszt          | 9:15, 10:15, 13:15                |
|      | Tungsram Budapeszt          | 3:0   | Gladsaxe                    | 15:9, 15:6, 15:10                 |
|      |                             |       |                             |                                   |
|      | Ruda Hvezda Praga           | 3:0   | Ibis Kortrijk               | 15:3, 15:9, 15:11                 |
|      | Ibis Kortrijk               | 2:3   | Ruda Hvezda Praga           | 13:15, 15:13, 10:15, 15:3, 13:15  |
|      |                             |       |                             |                                   |
|      | Hapoel Ha-Mapil             | 3:0   | Apoel Nikozja               | 15:8, 15:8, 15:8                  |
|      | Apoel Nikozja               | 0:3   | Hapoel Ha-Mapil             | 11:15, 1:15, 8:15                 |
|      |                             |       |                             |                                   |
|      | Salesianos Atocha Madryt    | 0:3   | AS Grenoble                 | 11:15, 12:15, 7:15                |
|      | AS Grenoble                 | 3:0   | Salesianos Atocha Madryt    |                                   |
|      |                             |       |                             |                                   |
|      | Dinamo Tirana               | 3:2   | Panathinaikos Ateny         | 15:12, 15:11, 10:15, 11:15, 16:14 |
|      | Panathinaikos Ateny         | 3:2   | Dinamo Tirana               | 15:12, 14:16, 12:15, 15:8, 15:10  |

## 1/8 finału
| Data  | Drużyna 1                   | Wynik | Drużyna 2                   | Sety                             |
| ----- | --------------------------- | ----- | --------------------------- | -------------------------------- |
| 08.12 | VC Hesa Helsinki            | 1:3   | CSKA Moskwa                 | 7:15, 15:4, 4:15, 8:15           |
| 15.12 | CSKA Moskwa                 | 3:0   | VC Hesa Helsinki            | 15:7, 15:3, 15:5                 |
|       |                             |       |                             |                                  |
| 08.12 | Tartarini Bolonia           | 3:0   | Mladost Zagrzeb             | 5:7, 15:7, 15:4                  |
| 15.12 | Mladost Zagrzeb             | 1:3   | Tartarini Bolonia           | 12:15, 13:15, 15:13, 11;15       |
|       |                             |       |                             |                                  |
| 08.12 | Hamburger SV                | 2:3   | Santal Parma                | 15:12, 12:15, 5:15, 15:13, 10:15 |
| 15.12 | Santal Parma                | 3:0   | Hamburger SV                | 15:5, 15:11, 15:11               |
|       |                             |       |                             |                                  |
| 08.12 | Dinamo Bukareszt            | 3:0   | Polonia Londyn              | 15:7, 15:8, 15:8                 |
| 15.12 | Polonia Londyn              | 0:3   | Dinamo Bukareszt            | 1:15, 9:15, 11:15                |
|       |                             |       |                             |                                  |
| 08.12 | Lewski Spartak Sofia        | 3:0   | Brother Martinus Amstelveen | 15:6, 15:9, 15:13                |
| 15.12 | Brother Martinus Amstelveen | 3:0   | Lewski Spartak Sofia        | 15:4, 15:8, 15:13                |
|       |                             |       |                             |                                  |
| 08.12 | Tungsram Budapeszt          | 3:1   | Stal Szczecin               | 15:12, 9:15, 15:12, 15:12        |
| 15.12 | Stal Szczecin               | 3:0   | Tungsram Budapeszt          | 15:7, 15:12, 15:12               |
|       |                             |       |                             |                                  |
| 08.12 | Ruda Hvezda Praga           | 3:0   | Hapoel Ha-Mapil             | 15:2, 15:1, 15:3                 |
| 15.12 | Hapoel Ha-Mapil             | 0:3   | Ruda Hvezda Praga           | 15:10, 15:12, 15:4               |
|       |                             |       |                             |                                  |
| 08.12 | Panathinaikos Ateny         | 3:0   | AS Grenoble                 | 15:10, 15:10, 18:16              |
| 15.12 | AS Grenoble                 | 3:0   | Panathinaikos Ateny         | 15:10, 15:8, 15:5                |

## Ćwierćfinał
| Data  | Drużyna 1                   | Wynik | Drużyna 2                   | Sety                            |
| ----- | --------------------------- | ----- | --------------------------- | ------------------------------- |
| 15.01 | CSKA Moskwa                 | 3:0   | Tartarini Bolonia           | 15:13, 15:12, 15:13             |
| 22.01 | Tartarini Bolonia           | 3:2   | CSKA Moskwa                 | 12:15, 15:12, 15:13, 7:15, 15:7 |
|       |                             |       |                             |                                 |
| 15.01 | Dinamo Bukareszt            | 0:3   | Santal Parma                | 12:15, 5:15, 13:15              |
| 22.01 | Santal Parma                | 3:1   | Dinamo Bukareszt            | 15:10, 11:15, 15:9, 15:11       |
|       |                             |       |                             |                                 |
| 15.01 | Brother Martinus Amstelveen | 3:0   | Stal Szczecin               | 15:12, 15:8, 15:9               |
| 22.01 | Stal Szczecin               | 1:3   | Brother Martinus Amstelveen | 7:15, 11:15, 15:7, 5:15         |
|       |                             |       |                             |                                 |
| 15.01 | Ruda Hvezda Praga           | 3:1   | AS Grenoble                 | 10:15, 15:12, 15:8, 15:8        |
| 22.01 | AS Grenoble                 | 0:3   | Ruda Hvezda Praga           | 7:15, 11:15, 15:7, 5:15         |

## Turniej finałowy
Parma
Wyniki
| Data  | Drużyna 1                   | Wynik | Drużyna 2                   | Sety                         |
| ----- | --------------------------- | ----- | --------------------------- | ---------------------------- |
| 21.02 | CSKA Moskwa                 | 3:0   | Ruda Hvezda Praga           | 15:10, 5:15, 15:12, 15:9     |
| 21.02 | Santal Parma                | 3:0   | Brother Martinus Amstelveen | 20:18, 15:8, 15:6            |
|       |                             |       |                             |                              |
| 22.02 | Santal Parma                | 3:2   | Ruda Hvezda Praga           | 15:8, 15:8, 11:15, 16:14     |
| 22.02 | CSKA Moskwa                 | 3:0   | Brother Martinus Amstelveen | 16:14, 15:11, 15:5           |
|       |                             |       |                             |                              |
| 23.02 | Brother Martinus Amstelveen | 3:0   | Ruda Hvezda Praga           | 15:13, 15:7, 17:15           |
| 23.02 | CSKA Moskwa                 | 3:2   | Santal Parma                | 5:15, 6:15, 15:2, 15:9, 15:7 |

Tabela
| Lp. | Drużyna                     | Pkt | Mecze | Mecze | Mecze | Sety | Sety | Sety  | Małe punkty | Małe punkty | Małe punkty |
| Lp. | Drużyna                     | Pkt | M     | W     | P     | wyg. | prz. | ratio | zdob.       | str.        | ratio       |
| --- | --------------------------- | --- | ----- | ----- | ----- | ---- | ---- | ----- | ----------- | ----------- | ----------- |
| 1   | CSKA Moskwa                 | 6   | 3     | 3     | 0     | 9    | 3    | 3.000 | 152         | 124         | 1.226       |
| 2   | Santal Parma                | 5   | 3     | 2     | 1     | 8    | 4    | 2.000 | 155         | 133         | 1.165       |
| 3   | Brother Martinus Amstelveen | 4   | 3     | 1     | 2     | 3    | 6    | 0.500 | 108         | 130         | 0.831       |
| 4   | Ruda Hvezda Praga           | 3   | 3     | 0     | 3     | 2    | 9    | 0.222 | 125         | 153         | 0.817       |

Źródło: 
Zasady ustalania kolejności: 1. liczba zdobytych punktów; 2. wyższy stosunek setów; 3. wyższy stosunek małych punktów.
Punktacja: zwycięstwo – 2 pkt; porażka – 1 pkt

## Klasyfikacja końcowa
| Miejsce | Drużyna                     |
| ------- | --------------------------- |
| złoto   | CSKA Moskwa                 |
| srebro  | Santal Parma                |
| brąz    | Brother Martinus Amstelveen |
| 4.      | Ruda Hvezda Praga           |